# Lijst van koningen van Vientiane
Dit is een lijst met voor zover bekend de koningen van het koninkrijk Vientiane.
- 1707 - 1735 Koning Sai Setthathirat II
- 1735 - 1767 Koning Ong Long
- 1767 - 1778 Koning Ong Boun ,1e keer
- 1778 - 1780 interregnum onder gouverneur Phaya Supho
- 1780 - 1781 Koning Ong Boun , 2e keer
- 1781 - 1795 Koning Nanthesan
- 1792 - 1805 Koning Inthavong
- 1805 - 1828 Koning Anouvong